# 도미쓰카촌
도미쓰카촌(富塚村, 富塚村)은 시즈오카현 후치군·하마나군에 있던 촌이다. 현재의 하마마쓰시 나카구의 일부에 해당한다.

## 개요
현재는 하마마쓰시 주오구에 속한 사나루코의 주택가로 발전하고 있는 지역이다. 하마마쓰시에서 가장 인구가 많은 촌이기도 하다. 
정확하게 (주민등록증, 면허증 등에서) 塚라는 글자는 점(,)이 들어가 있다. 그래서 홍보용 하마마쓰에서는 塚는 점(、)이 들어간 글자로 표기하고 있다. 지금도 '塚'자는 정확하게는 점(塚)자(점)가 들어간 글자이다.
또한, 마을이었기 때문에 한자(아자)가 남아 있지만 도미쓰카 정내에서는 모두 〒432-8002이고番地도 마을의 일련번호이기 때문에 생략되는 경향이 있다. 
중심 시가지로 통하는 도로가 잘 정비되어 있고 슈퍼 등 상가와 공원, 녹지가 많아 편의성이 높은 지역이다. 구릉지이기 때문에 언덕이 많은 지역이지만 단지가 많아 주택과 아파트가 밀집된 곳도 있다

## 역사
- 1912년 -  와지야마(현재의 와지야마)만 하마마쓰시로 편입되었다,
- 1936년 - 도미쓰카촌이 모두 하마마쓰시에 편입되었다.

## 교통

### 철도
- 하마마쓰 철도 (후의 엔슈철도 오쿠야마선)